# Богухвала (місто)
Богух́вала (пол. Boguchwała) — місто у Польщі, у Ряшівському повіті, Підкарпатського воєводства.
До 1728 року мало назву Пьотрашувка (пол. Piotraszówka).

## Історія
Місцевість було засновано у 14 столітті Міколаєм Пьотрашевскім (пол. Mikołaj Piotraszewski).
У 1576 році переходить у власність Міколая Спитека Ліґензи (пол. Mikołaj Spytek Ligęza).
1624 року більшість містечка було спалено татарами.
До 1849 р. в Шематизмах Перемишльської греко-католицької єпархії згадуються в Богухвалі греко-католики парафії Залісся Канчуцького деканату.

## Пам'ятки
- Палацово-парковий комплекс
- Костел св. Станіслава XVI ст.
- Пам'ятник на честь 500-ліття Грюнвальдської Битви

## Демографія
Демографічна структура станом на 31 березня 2011 року:
|          | Загалом | Допрацездатний вік | Працездатний вік | Постпрацездатний вік |
| -------- | ------- | ------------------ | ---------------- | -------------------- |
| Чоловіки | 2766    | 537                | 1904             | 325                  |
| Жінки    | 3009    | 517                | 1839             | 653                  |
| Разом    | 5775    | 1054               | 3743             | 978                  |